# Brevicoryne crambe
Brevicoryne crambe är en insektsart. Brevicoryne crambe ingår i släktet Brevicoryne och familjen långrörsbladlöss. Inga underarter finns listade i Catalogue of Life.